# Autorreferência

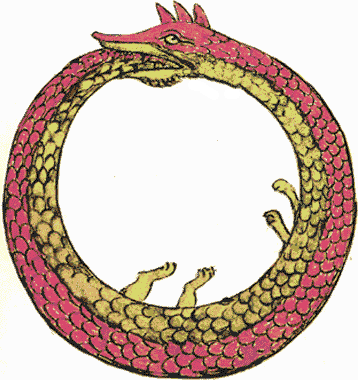
O Ouroboros, um dragão que morde a própria cauda, é um símbolo de autorreferência.

Autorreferência é um fenômeno em língua natural ou linguagem formal que consiste de uma oração ou fórmula que refere-se a si mesma diretamente ou através de alguma oração ou fórmula intermediária, ou por meio de alguma codificação. Em filosofia, também se refere a capacidade de um sujeito de falar de ou referir-se a si mesmo: ter o tipo de pensamento expresso pela palavra "eu". 
A autorreferência é possível quando existem dois níveis lógicos, um nível e um meta-nível. É usado comumente em matemática, filosofia, programação de computadores e linguística. Declarações autorreferentes podem levar a paradoxos (ver antinomia para limites no significado destes).

## Uso
Um exemplo de uma situação autorreferente é aquela da autopoiese, na qual a própria organização lógica produz a estrutura física que cria a si mesma.
Em metafísica, autorreferência é subjetividade, enquanto que "hetero-referência", como é denominada (ver Niklas Luhmann), é objetividade.
A autorreferência também ocorre na literatura quando um autor refere-se a sua obra no contexto do próprio trabalho. Exemplos famosos incluem Don Quixote de Cervantes, Jacques le fataliste et son maître de Denis Diderot, Se una notte d'inverno un viaggiatore de Italo Calvino, muitas histórias de Nikolai Gogol, Lost in the Funhouse de John Barth e Sei Personaggi in Cerca d'Autore de Luigi Pirandello. Isto está intimamente relacionado com o conceito de quebrar a quarta parede e meta-referência, a qual frequentemente envolve autorreferência.
O pintor surrealista René Magritte é famoso por suas obras autorreferenciais.  Seu quadro La trahison des images, inclui palavras que afirmam, em francês, que não é um cachimbo, a veracidade da qual depende inteiramente ao que a palavra  "ceci" ("isto" em português) está se referindo. Ao cachimbo retratado—ou a pintura, ou mesmo a própria frase?
A autorreferência também é utilizada em tautologia e em terminologia licenciada. Quando uma palavra define a si mesma (por exemplo, "máquina: quaisquer objetos montados mecanicamente"), o resultado é uma tautologia. Tais autorreferências podem ser bastante complexas, incluindo proposições completas em vez de simples palavras e produzem argumentos e termos que exigem uma licença (aceitá-las como provas de si mesmas).
Em ciência da computação, a autorreferência é vista no conceito de recursão, onde um programa conta com instâncias de si mesmo para realizar uma computação. A linguagem de programação LISP é destinada especialmente para explorar a recursão. Muitas linguagens orientadas a objeto usam palavras-chave especiais para referir-se a instância atual de um objeto: this em C++, Java e PHP; self em Smalltalk e Objective-C; e Me em Visual Basic, embora algumas, como Python, façam isto de forma diferente.

## Exemplos
Muitos dos exemplos a seguir aparecem nos livros Gödel, Escher, Bach: an Eternal Golden Braid Metamagical Themas e I Am a Strange Loop de Douglas Hofstadter.

### Matemática
- Fórmula autorreferencial de Tupper
- Laço (Teoria dos Grafos)

### Frases
- "Torna-se falso quando precedido por sua própria citação" torna-se falso quando precedido por sua própria citação: esta é uma versão do paradoxo do mentiroso, um exemplo de auto-referência indireta através de um quine, que leva a um paradoxo.
- Paradoxo de Russell: o conjunto de todos os conjuntos que não são membros de si mesmos (o que inclui, e logo não inclui, e logo inclui a si mesmo)

### Literatura
- "beware: do not read this poem" (cuidado: não leia este poema) de Ishmael Reed - "the hunger of this poem is legendary, it has taken in many victims" (a fome deste poema é lendária, já fez muitas vítimas)
- The Monster at the End of This Book: Starring Lovable, Furry Old Grover cita a si mesmo no título, bem como por toda a história.
- Steal This Book de Abbie Hoffman
- The Cat Who Walks Through Walls de Robert A. Heinlein considera o universo (multiverso) como um objeto manipulado por um autor, incluindo a própria trama do livro.
- Sophie's World de Jostein Gaarder, no qual a personagem-título descobre que é uma personagem num livro.
- The Neverending Story de Michael Ende usa de autorreferência no livro quando um personagem chamado Atreyu de uma história dentro da história (também chamada Neverending Story) encontra um livro com o mesmo nome, e é o mesmo livro que o leitor está lendo.

### Outros
- Pangramas
- Artigo 52 da Constituição da Irlanda, que teve sua publicação proibida em textos oficiais desde 1938, a despeito de continuar a ter força de lei.
- Don't Download This Song de "Weird Al" Yankovic
- Steal This Album! do System of a Down
- Steal This Album do The Coup
- Adaptação